# Komo (rivier)

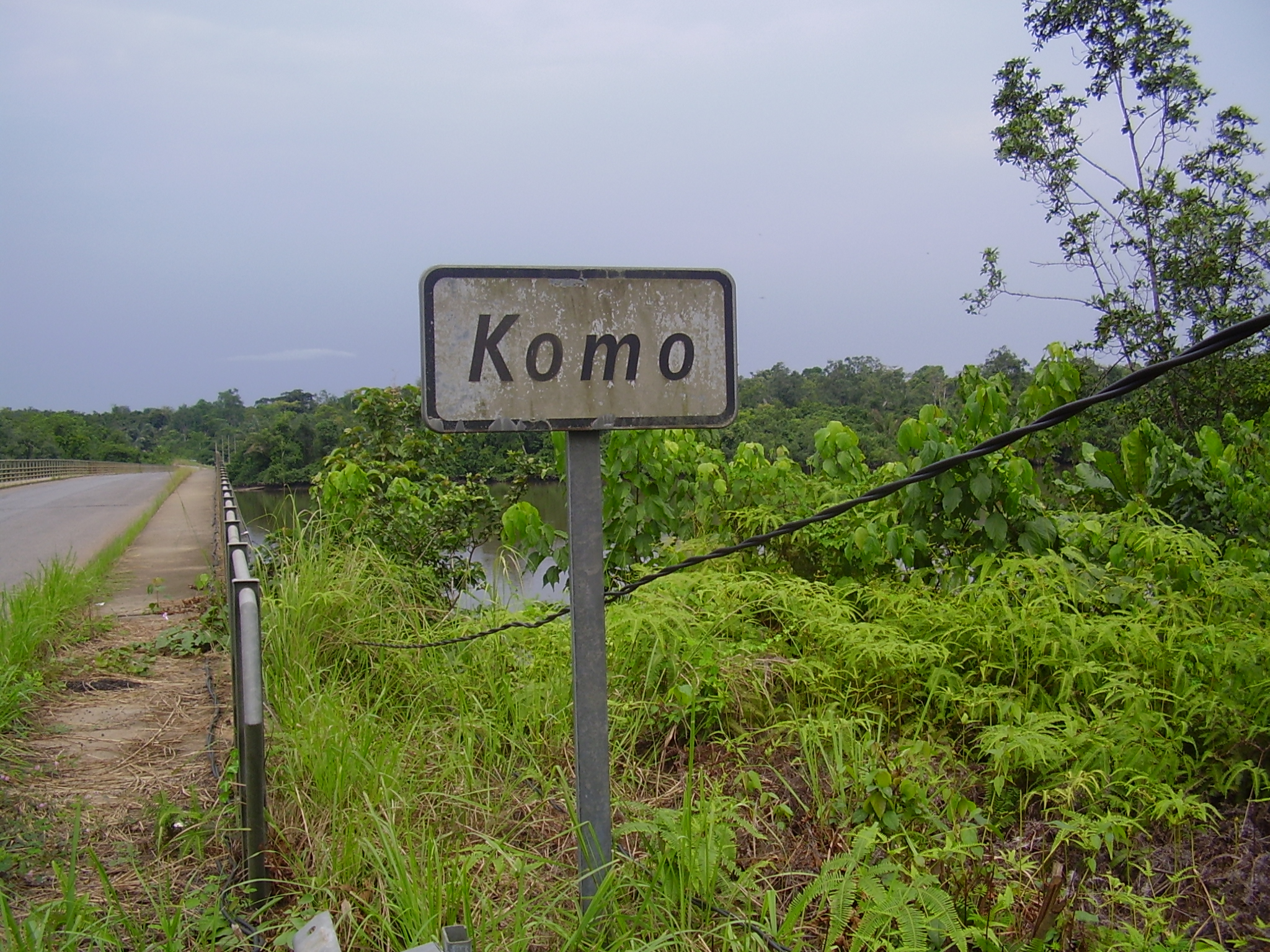
Naambord bij een brug over de Komo

De Komo is een rivier in Equatoriaal-Guinea en Gabon. De rivier heeft een lengte van 230 km.
De Komo ontspringt in Equatoriaal-Guinea in het zuidwesten van het Woleu-Ntem plateau, gelegen in de provincie Centro Sur. Vervolgens loopt de Komo grotendeels door Gabon. De grootste zijrivier is de Mbeya. Bij Tchimbélé en Kinguélé liggen grote waterkrachtcentrales in de rivier.